# Ana Maria Tănasie
Ana Maria Tănăsie (født 6. april 1995 i Hunedoara, Rumænien) er en kvindelig rumænsk håndboldspiller, der spiller for Minaur Baia Mare i Liga Naţională og Rumæniens kvindehåndboldlandshold.
Hun blev udtaget til landstræner Adrian Vasiles trup ved VM i kvindehåndbold 2021 i Spanien, hvor det rumænske hold blev nummer 13.